# Ramularia simplex
Ramularia simplex är en svampart som beskrevs av Pass. 1882. Ramularia simplex ingår i släktet Ramularia och familjen Mycosphaerellaceae.   Inga underarter finns listade i Catalogue of Life.